# Symphytognatha blesti
Symphytognatha blesti is een spinnensoort uit de familie Symphytognathidae. De soort komt voor in New South Wales.